# Ruger Security Six
La Ruger Security Six è una famiglia di revolver introdotte nel 1972 e realizzati fino al 1988 dalla Sturm, Ruger & Company. Questi revolver sono stati commercializzati per i mercati militari e civili.